# 槙原あこ
あこ（槙原あこ）は鹿児島県鹿児島市出身のタレント。 かつては芸能事務所アヴィラ (芸能プロダクション)に所属していたがその後モデル事務所アデッソ（ピーナッツプロモーション）に移籍し活動。現在はフリーランス。

## 来歴
父、母、兄の4人家族で育つ。
高校卒業直後の2006年3月9日に鹿児島から上京。スタイリストの助手を経て、2008年に芸能界デビュー。
2010年3月13日、笹塚ボウルで開催された「メンズボウラー&ガールズボウラーオーディション」にてスマイル賞を受賞し、男女混合のボウリングアイドルユニット「ラブボウラーズ」のメンバーとなる。
2010年の春から夏にかけて、全日本空輸（ANA）が展開した美女ユニット「ANA47」のメンバーとして活動。

## 人物
- 趣味：服作り、ネイル、バイク、買い物。
- 特技：クラリネット、音まね。
- スポーツ：ゴルフ
- 資格：普通二輪免許、色彩能力検定。
- かつてアメーバブログにて、「秘密のアコ日記♪」というブログを開設していた。 2010年2月18日から2011年7月24日までは、GREEブログでも日記を綴っていた。
- 母親もかつてタレント業をしていた。

## 主な出演作品

### バラエティ番組
- おもいッきりDON! （2009年7月、日本テレビ）
- ポシュレ （2008年12月〜現在日本テレビ）
- はねるのトびら （2009年7月、フジテレビ）
- 『ぷっ』すま （2008年12月、テレビ朝日）
- ホリさまぁ〜ず （2009年5月12日、19日、TBS）
- ごごたま （2010年8月6日、13日、テレビ埼玉）
- 知りたがり! （2010年11月18日、フジテレビ）

### テレビドラマ
- LIAR GAME Season2 （2009年11月10日、11月24日 - 12月15日、フジテレビ） 第1話、第3話～第6話にてLGT事務局員役

### ラジオ
- あきげんの江東上陸作戦! （2010年2月6日 - 27日、毎週土曜14時 - 15時、レインボータウンエフエム放送）
- あびら屋 （2010年7月 - 、レインボータウンエフエム放送） 準レギュラー

### 舞台
- アリスインプロジェクト×企画演劇集団ボクラ団義公演 『ハイスクールミレニアム』 （2011年12月13日 - 18日、池袋シアターKASSAI） 君塚美喜子役（ダブルキャスト、星組）

### WEB
- アバンギャル道 （2008年10月9日、11月20日、2009年2月19日、あっ!とおどろく放送局）
- 折原みかのアバンギャル道 （2009年6月25日、7月23日、あっ!とおどろく放送局）
- 夜遊びメールバトル （2009年8月28日、12月25日、あっ!とおどろく放送局）
- エムPの安達チャンネル （2009年8月28日、あっ!とおどろく放送局）
- ANA 国内旅行キャンペーンサイト「旅割レビュー」 （2010年春夏）
「ANA47」のメンバーとして、鹿児島県の「旅ガール」を担当。
- ワケアリ　あなたの隣の心霊物件　首都圏編 （2011年、Amazonインスタント・ビデオ、共演：朝川ことみ）

### トレインチャンネル
- ANA 旅割レビュー （2010年春夏、東日本旅客鉄道・トレインチャンネル）

### 有線
- USEN SOUND PLANET G-28ch「ASIAN美少女FILE アイドルパーティー」 （2008年10月 - 、USEN） レギュラー
- USEN SOUND PLANET G-28ch「ASIAN美少女FILE ビジュアルプリンセス アヴィラスペシャル」（2008年11月3日 - 8日、USEN）

### 雑誌
- PREPPY （2009年10月号）

### 新聞
- 夕刊フジ （2010年5月17日発売号）